# منار قتلغ تیمور
منار قتلغ تیمور مناری در شهر کهنه‌گرگانج واقع در ترکمنستان است که در ١۰١١ هجری قمری و در زمان حکمرانی خوارزمشاهیان ساخته شده‌است. ارتفاع آن ۶۰ متر و قطر آن ١٢ متر در پایه و ٢ متر در بلندی است.

## نگارخانه

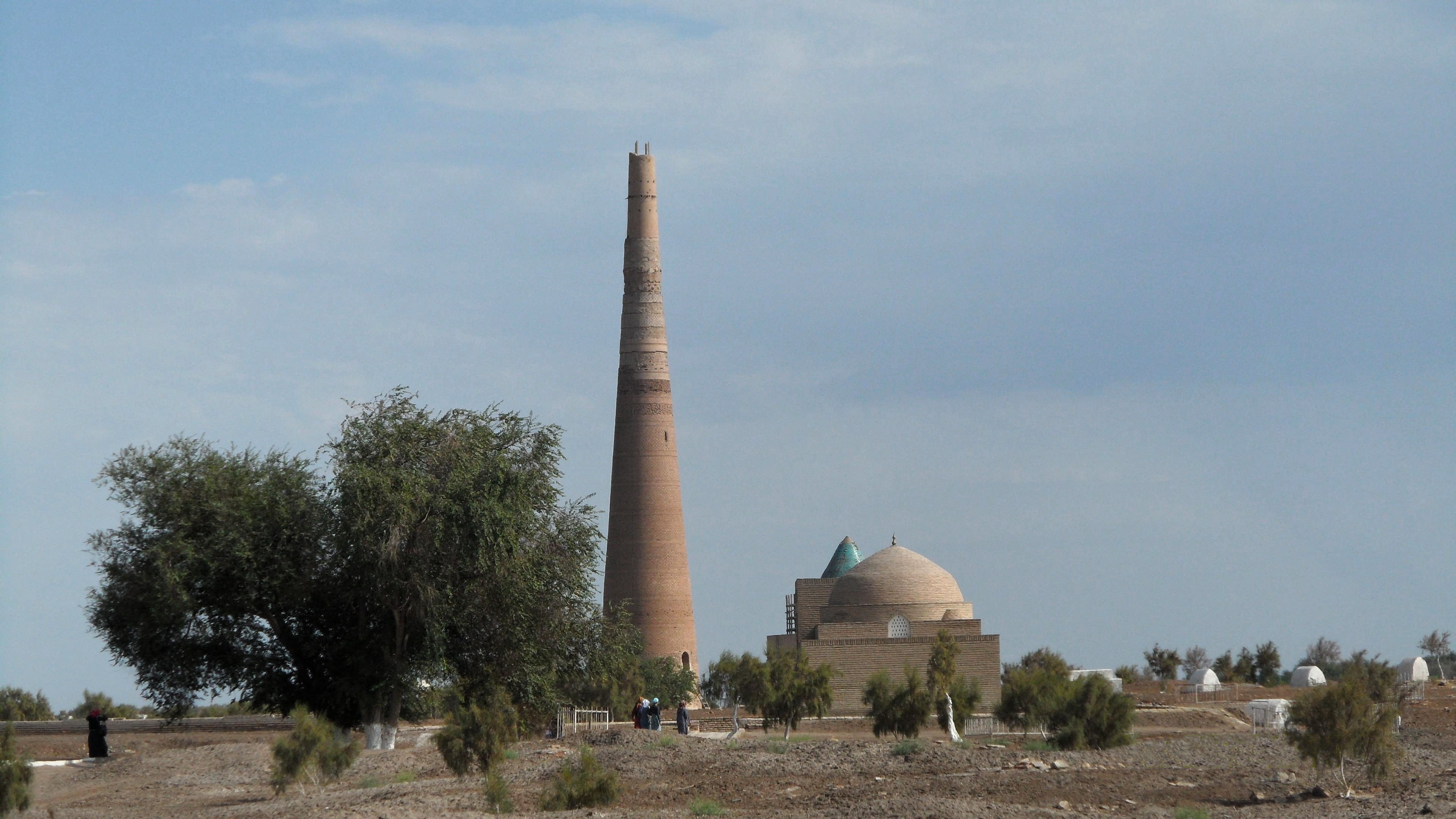
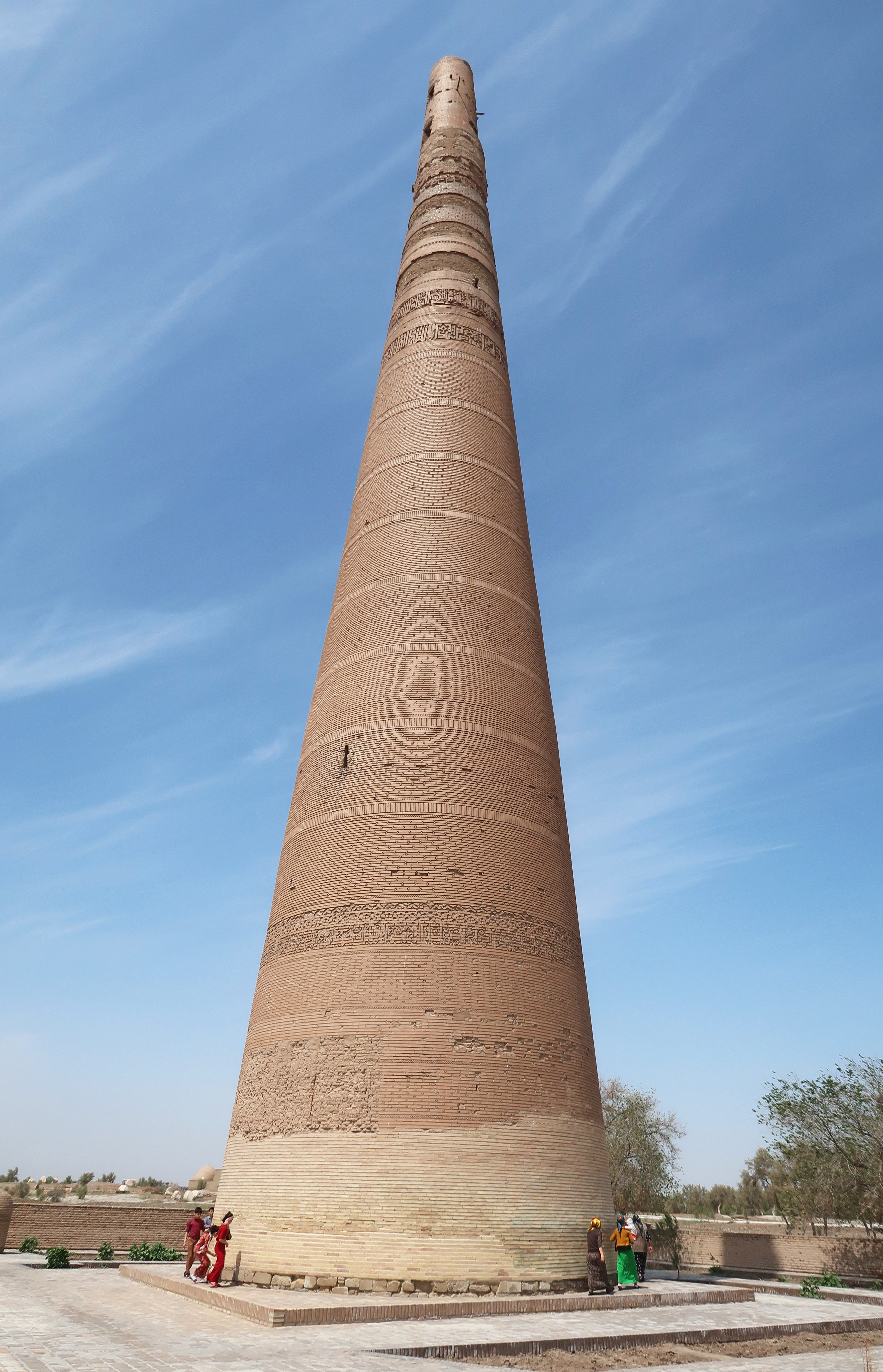
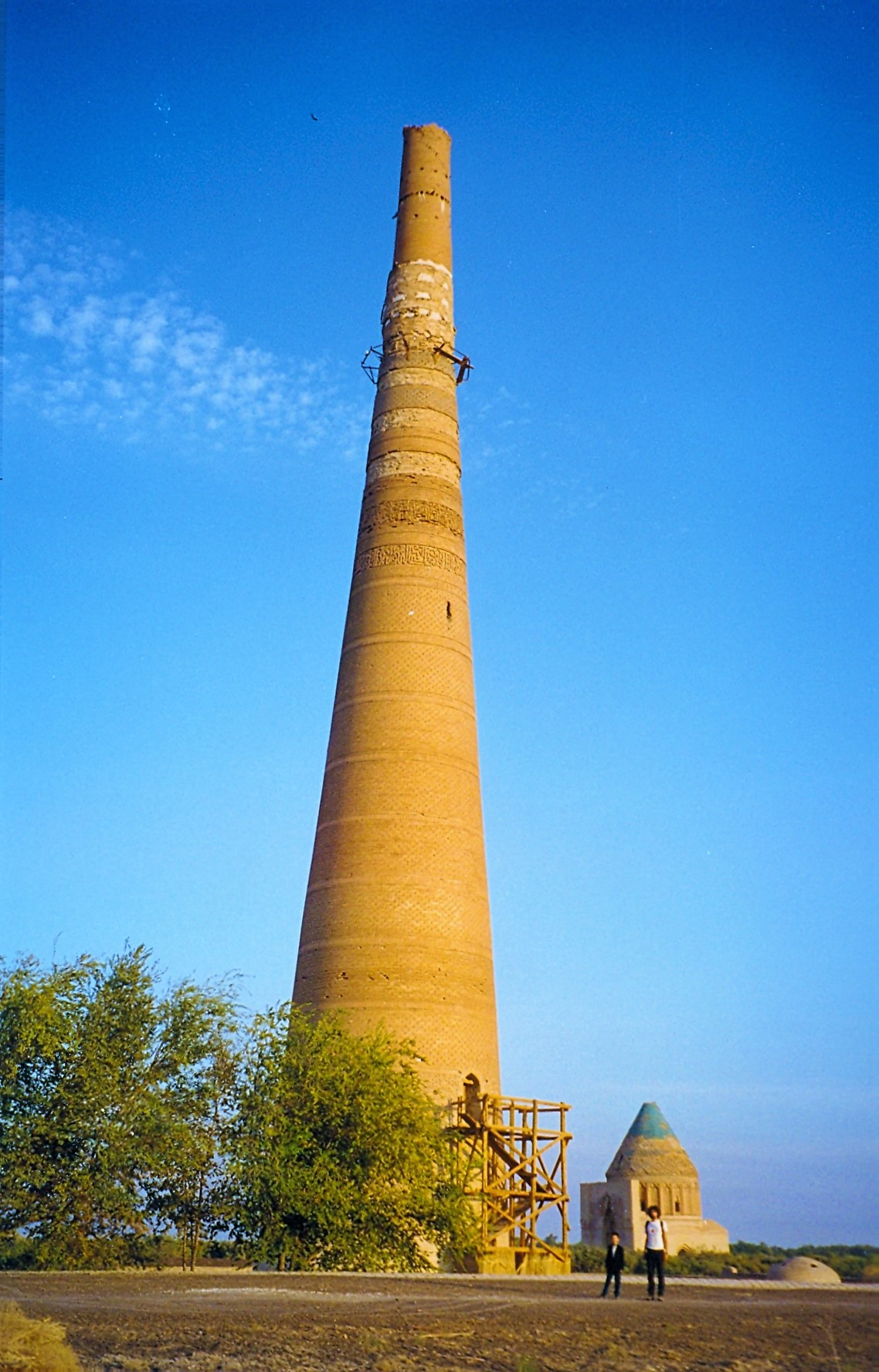
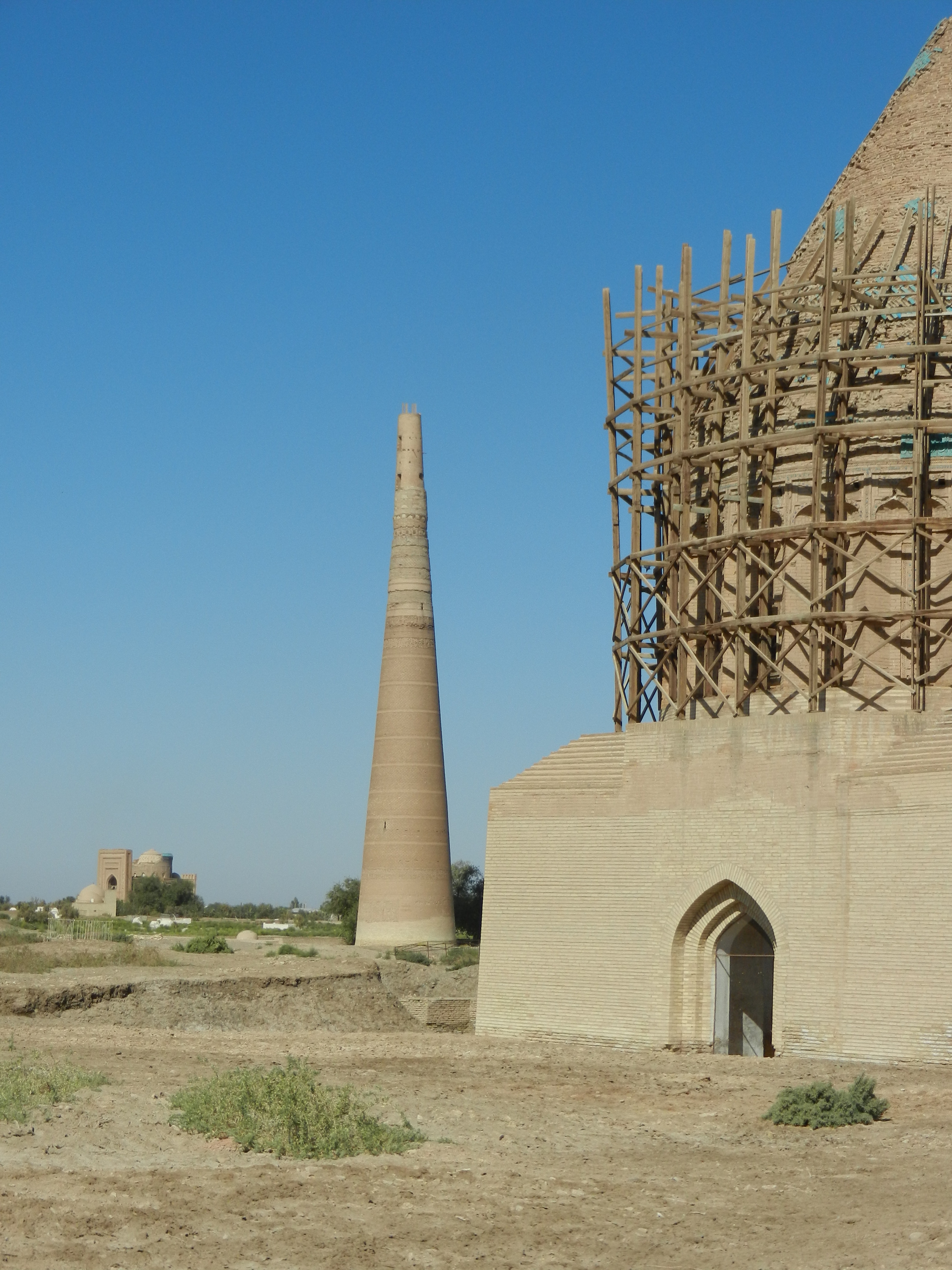